# Ставропольский проезд (Москва)
Ставропо́льский прое́зд (до 26 сентября 2006 года — проекти́руемый прое́зд № 6119) — проезд, расположенный в Юго-Восточном административном округе города Москвы на территории района Люблино. Состоит из 6 домов, высотой примерно 20 этажей(+ тех этаж)

## История
Проезд получил современное название 26 сентября 2006 года по примыканию к Ставропольской улице. До переименования назывался Проекти́руемый прое́зд № 6119.

## Расположение
Ставропольский проезд проходит от Ставропольской улицы на север до Природно-исторического парка «Кузьминки-Люблино» (улицы Головачёва). Нумерация начинается от Ставропольской улицы.

## Примечательные здания и сооружения
По нечётной стороне:
По чётной стороне:

## Транспорт

### Наземный транспорт
По Ставропольскому проезду не проходят маршруты наземного общественного городского транспорта. У южного конца проезда, на Ставропольской улице, расположена остановка «Ставропольский проезд» автобусов 54, 201, 228, 242, 541, 551, 657. На улице Марьинский парк расположена остановка «14 микрорайон Марьинского Парка» автобусов 201, 541, 551, 657, С4, С797.

### Метро
- Станция метро «Люблино» Люблинско-Дмитровской линии — в 2,4 км западнее проезда, на пересечении Краснодарской и Совхозной улиц